# 2. općinska nogometna liga Koprivnica 1988./89.
"2. općinska nogometna liga Koprivnica" za sezonu 1988./89. je bila liga osmog stupnja nogometnog prvenstva SFRJ. 
 
Sudjelovalo je 10 klubova, a prvak je bilo "Jedinstvo" iz Pustakovca.  

## Ljestvica
| mj. | klub                    | ut. | pob. | ner.  | por. | gol+ | gol- | bod    |
| --- | ----------------------- | --- | ---- | ----- | ---- | ---- | ---- | ------ |
| 1.  | Jedinstvo Pustakovec    | 18  | 13   | 4 (3) | 1    | 66   | 29   | 29     |
| 2.  | Jedinstvo Rasinja       | 18  | 13   | 3 (2) | 2    | 65   | 24   | 28     |
| 3.  | Zagorec Koprivnica      | 18  | 8    | 6 (3) | 4    | 52   | 39   | 19     |
| 4.  | GOŠK Gotalovo           | 18  | 9    | 1 (1) | 8    | 36   | 34   | 19     |
| 5.  | Mladost Kutnjak         | 18  | 7    | 2 (1) | 9    | 30   | 41   | 15     |
| 6.  | Polet Goričko           | 18  | 7    | 2 (0) | 9    | 40   | 45   | 14     |
| 7.  | Mladost Mali Otok       | 18  | 6    | 2 (1) | 10   | 35   | 58   | 13     |
| 8.  | Drava Selnica Podravska | 18  | 5    | 4 (_) | 9    | 26   | 42   | 9 (- ) |
| 9.  | Rudar Glogovac          | 18  | 4    | 2 (1) | 12   | 32   | 51   | 9      |
| 10. | Tehničar Cvetkovec      | 18  | 4    | 2 (1) | 12   | 27   | 55   | 9      |

## Rezultatska križaljka
| kratica | klub                    | DRA | GOŠK | JEDP | JEDR | MLAK | MLAMO | POL | RUD | TEH | ZAG |
| --- | ----------------------- | --- | ---- | ---- | ---- | ---- | ----- | --- | --- | --- | --- |
| DRA | Drava Selnica Podravska |     |      |      |      |      |       |     |     |     |     |
| GOŠK | GOŠK Gotalovo           |     |      |      |      |      |       |     |     |     |     |
| JEDP | Jedinstvo Pustakovec    |     |      |      |      |      |       |     |     |     |     |
| JEDR | Jedinstvo Rasinja       |     |      |      |      |      |       |     |     |     |     |
| MLAK | Mladost Kutnjak         |     |      |      |      |      |       |     |     |     |     |
| MLAMO | Mladost Mali Otok       |     |      |      |      |      |       |     |     |     |     |
| POL | Polet Goričko           |     |      |      |      |      |       |     |     |     |     |
| RUD | Rudar Glogovac          |     |      |      |      |      |       |     |     |     |     |
| TEH | Tehničar Cvetkovec      |     |      |      |      |      |       |     |     |     |     |
| ZAG | Zagorec Koprivnica      |     |      |      |      |      |       |     |     |     |     |
| |                         |     |      |      |      |      |       |     |     |     |     |
| podebljan rezultat - utakmice od 1. do 9. kola (1. utakmica između klubova) rezultat normalne debljine - utakmice od 10. do 18. kola (2. utakmica između klubova) rezultat nakošen - nije vidljiv redoslijed odigravanja međusobnih utakmica iz dostupnih izvora rezultat smanjen * - iz dostupnih izvora nije uočljiv domaćin susreta prekrižen rezultat - poništena ili brisana utakmica p - utakmica prekinuta 3:0 p.f. / 0:3 p.f. - rezultat 3:0 bez borbe (_:_ 11 m) - rezultat u raspucavanju jedanaesteraca u slučaju neriješenog rezultata |                         |     |      |      |      |      |       |     |     |     |     |

 Izvori:

## Unutarnje poveznice
- 1. općinska liga Koprivnica 1988./89.